# Lonchaea serrata
Lonchaea serrata är en tvåvingeart som beskrevs av Macgowan och Rotherary 2000. Lonchaea serrata ingår i släktet Lonchaea och familjen stjärtflugor. Arten har ej påträffats i Sverige. Inga underarter finns listade i Catalogue of Life.